# Museo de Balancán Dr. José Gómez Panaco

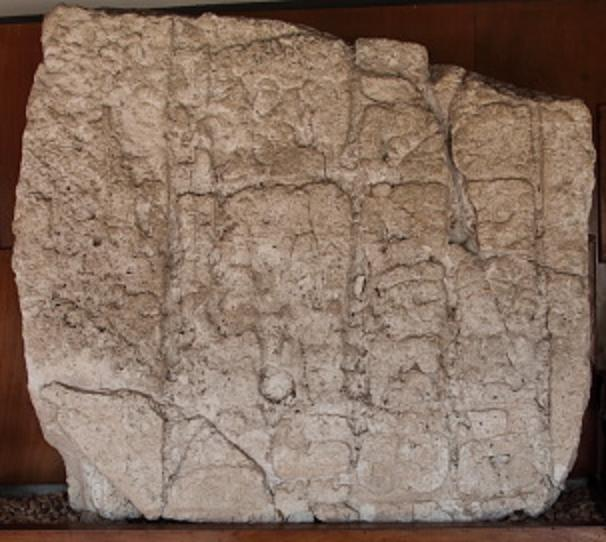
Estela 1 de la zona arqueológica de Santa Elena, se exhibe en el museo "Dr. José Gómez Panaco".

El Museo Arqueológico de Balancán "Dr. José Gómez Panaco" se localiza en la ciudad de Balancán de Domínguez, en el estado de Tabasco, México. El museo protege y exhibe piezas de la cultura maya, provenientes principalmente de las zonas arqueológicas ubicadas en el municipio de Balancán como son: Moral Reforma, Santa Elena, Tiradero, Tierra Blanca, El Arenal y Mirador.

## Historia
La casa donde hoy se encuentra el Museo Dr. José Gómez Panaco, se calcula que fue construida a fines del siglo XIX, y  perteneció a la familia Ocampo y por ser ésta, la única casa de dos plantas en su época que existía en la ciudad de Balancán de Domínguez y debido a su antigüedad, el gobierno del estado la adquiere, rescata y adapta en el año de 1975 para instalar en ella un museo biblioteca, el cual es inaugurado el 17 de agosto de 1979.
Ese museo biblioteca funcionó bajo ese concepto hasta 1985, año en que fue remozado por el gobierno estatal, para albergar  el actual museo arqueológico que lleva el nombre del Dr. José Gómez Panaco (de nacionalidad cubana) como un reconocimiento a su labor y dedicación al rescate del patrimonio arqueológico de Tabasco.

## El museo
En el museo se exhiben un total de 1 112 piezas monumentales y pequeñas de la cultura maya, que por su importancia le han dado fama internacional, debido a que algunas de sus piezas han formado parte de exposiciones montadas en países de Europa.
Dentro de las piezas más importantes y famosas que exhibe el museo de Balancán se encuentra la Estela 4 de Moral Reforma  llamada " El Señor de Balancán", que narra la vida del Rey de Moral Reforma Muwaan Jol ("Cráneo de Halcón"), en dicha estela, se ve a Cráneo de Halcón, que sostiene una "harra" ceremonial y aparecen dos cautivos postrados a sus pies. 
También en el museo se exhiben las Estelas 3 y 5 de Moral Reforma, así como dos tableros y las Estelas 1 y 2 provenientes de la zona arqueológica de Santa Elena. Los tableros se encontraban adosados a las paredes de una de las pirámides de este sitio arqueológico y que fueron llevados al museo para evitar su robo y su deterioro.

### Descripción
El museo cuenta con 3 salas en distribuidas en dos niveles:

#### Planta baja
En la planta baja se exhiben estelas, altares y monolitos de la cultura maya del período clásico, procedentes de la zona arqueológica de Moral Reforma y Sanrta Elena,  vitrinas con muestras de cerámica y figurillas antropomorfas, olmecas y mayas encontradas en diversos sitios arqueológicos del municipio como Moral Reforma, Santa Elena, Tiradero, El Arenal y Tierra Blanca y donadas por el Dr. José Gómez Panaco, con la finalidad de conservar el aservo histórico del municipio.
En otra sala se exhiben retratos del poeta Carlos Pellicer Cámara considerado el principal promotor de las culturas precolombinas de América, así como fotografías antiguas de famosas embarcaciones fluviales que recorrían los ríos a principios del siglo XX, como el vapor “El Carmen”.

#### Planta alta
En la segunda planta se pueden apreciar una serie de mapas, dibujos y fotografías que muestran diversos aspectos de la cultura maya.

## Dr. José Gómez Panaco
El Dr. José Gómez Panaco, en cuyo honor el museo de Balancán lleva su nombre, como un reconocimiento a su labor y dedicación al rescate del patrimonio arqueológico de Tabasco, fue un médico nacido en Cuba y que radicó muchos años en Balancán, en donde realizó una de sus pasiones más grandes, que fue la arqueológía. De hecho, gran parte de la colección de objetos arqueológicos que exhibe el museo, fueron donados por él.
El Dr. Gómez Panaco, se reunió en varias ocasiones con el poeta y museógrafo Carlos Pellicer Cámara y el entonces gobernador del estado Carlos A. Madrazo a quienes les plenteó la necesidad de trasladar muchas de las piezas y estelas mayas descubiertas en Moral Reforma, Santa Elena, Tiradero, El Arenal y otros sitios, a un recinto en donde estuvieran a salvo del saqueo y el deterioro.

## Ubicación
El museo de Balancán "Dr. José Gómez Panaco" se localiza en la esquina de las calles Rovirosa e Ignacio Zaragoza, en el
Centro de la ciudad de Balancán de Domínguez y a 200 km de la ciudad de Villahermosa, la capital del estado de Tabasco. Para llegar al museo desde la ciudad de Villahermosa, es necesario tomar la carretera federal No. 186 tramo Villahermosa - Escárcega, hasta el entronque a con la carretera estatal Balancán - Villa El Triunfo, hasta el entronque con la carretera a la ciudad de Balancán.